# Oberurnen
Oberurnen is een plaats en voormalige gemeente in het Zwitserse kanton Glarus, en maakt sinds 1 januari 2011 deel uit van de gemeente Glarus Nord.

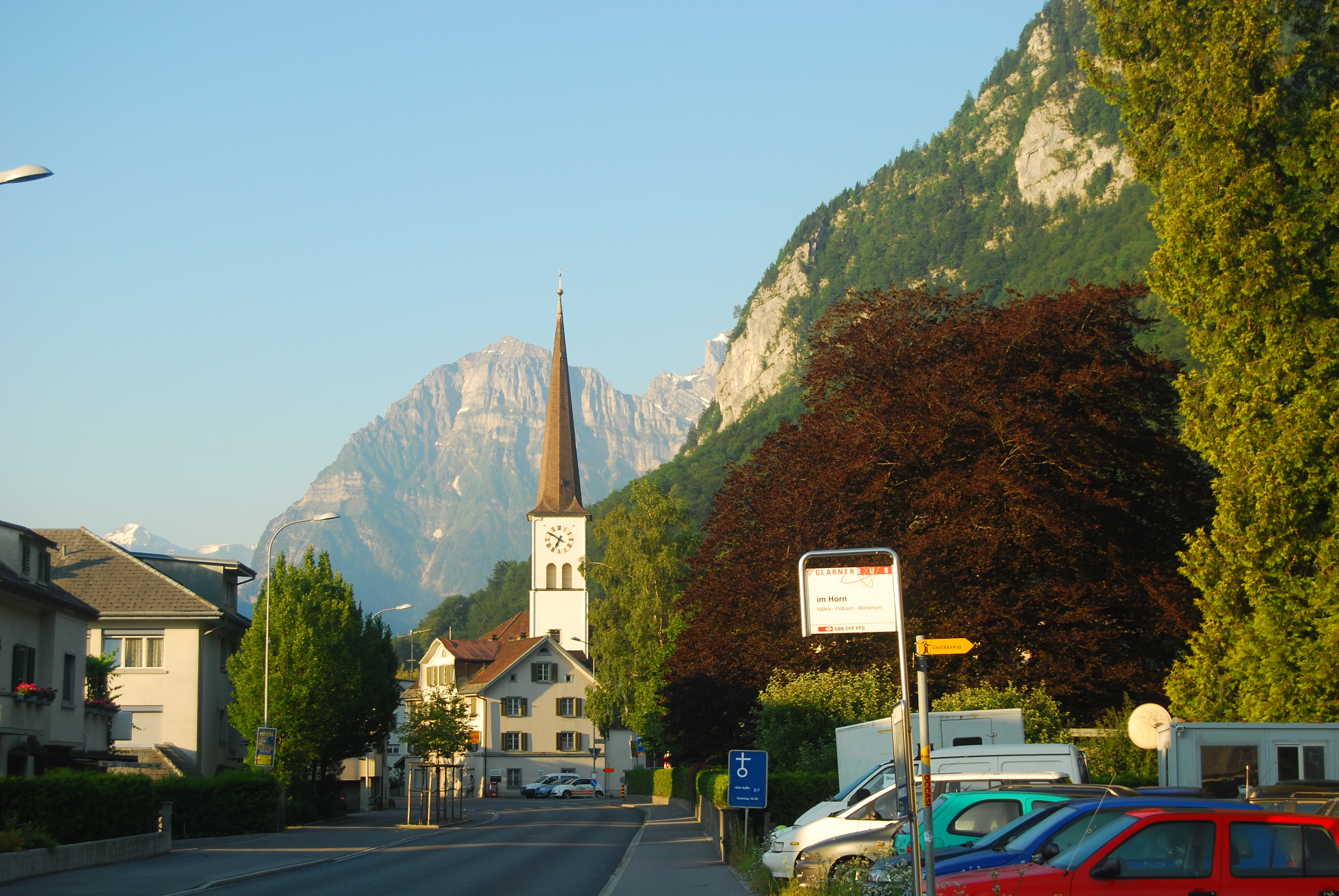
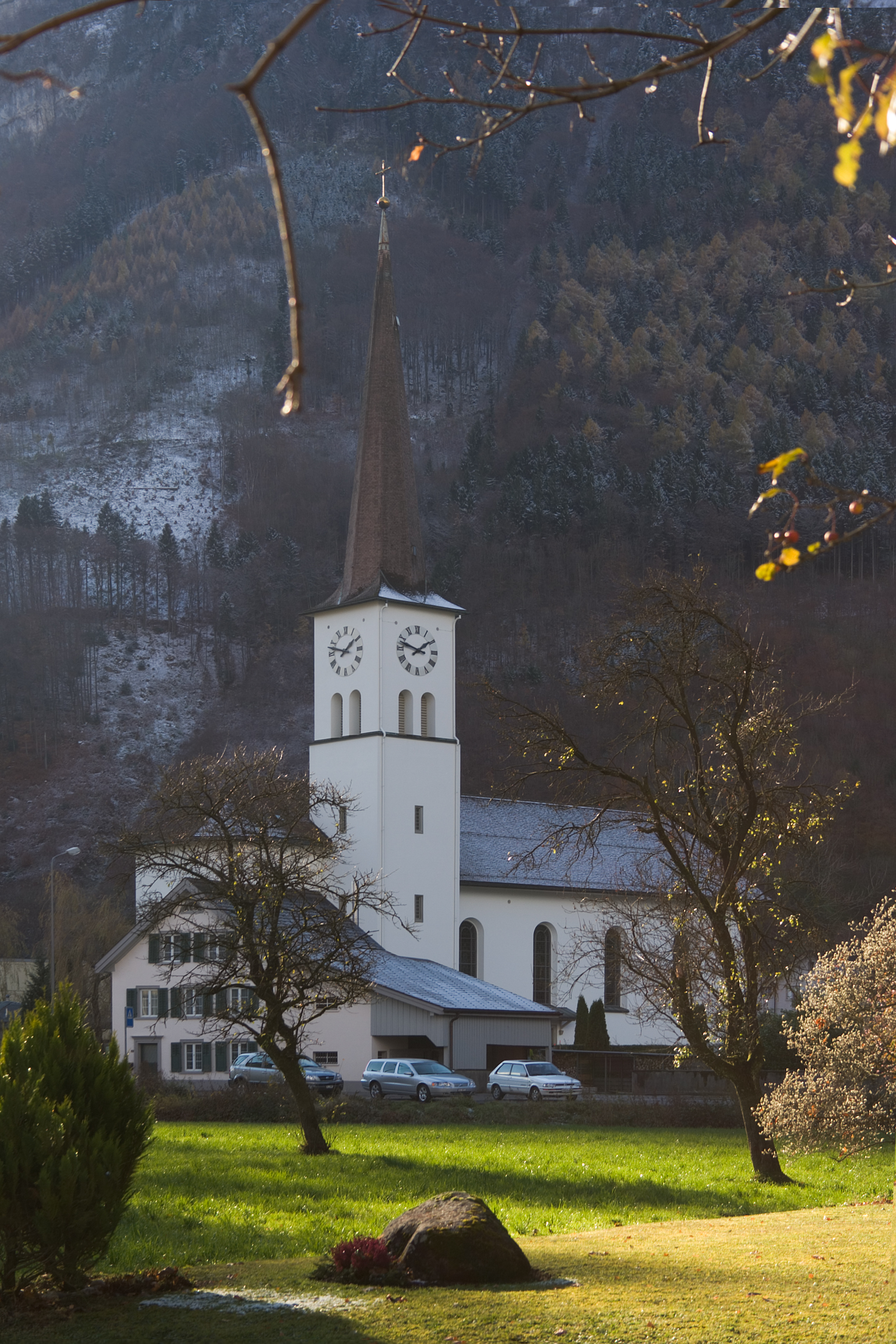
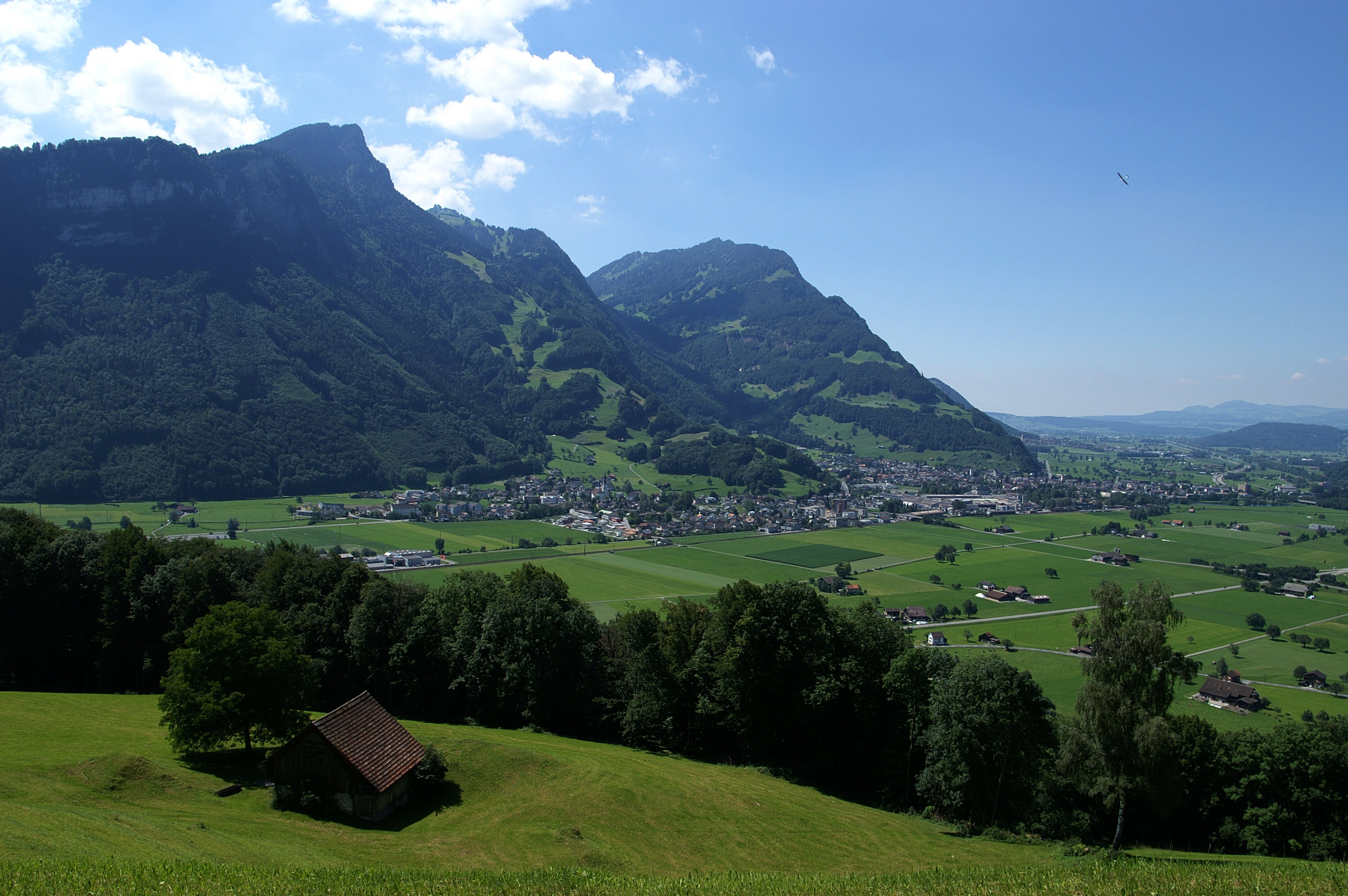

- Gemeinsame Normdatei: 7757880-6
- Historisch woordenboek van Zwitserland: 000780
- Virtual International Authority File: 239173033